# Uta von Kardorff
Uta von Kardorff, auch Uta von Witzleben, geboren als Huberta Sophie Viola Edelgarde von Witzleben-Normann, (* 9. Oktober 1921 in Hannover; † 20. November 2009 ebenda) war eine deutsche Journalistin und Schriftstellerin.

## Leben
Sie stammte aus dem Thüringer Uradelsgeschlecht von Witzleben und war die Tochter des Direktors der Westinghouse-Bremsen-Gesellschaft Wolfgang von Witzleben (1887–1968) aus seiner ersten Ehe mit Hildegard von Meyer (1889–1973). Sie publizierte zunächst unter ihrem Geburtsnamen.
Am 19. August 1944 heiratete sie in Berlin Klaus von Kardorff (1915–1984), Aufsichtsratsvorsitzender der WABCO Westinghouse Fahrzeugbremsen AG.

## Schriften
- Die Autojagd, 1953
- Der Trecker und die Tiere, 1954
- Für A. P., 1960
- Geschichten aus dem Schahnameh, 1960
- Das Buch der Könige, 1961
- Das Leben ein Wagnis, 1965
- Geständnisse der ersten Liebe, 1967
- Wünsche in der Nacht, 1973
- Uta von Kardorff (Text), Wulf Brackrock (Fotos): Uta von Kardoff: Wen die Götter lieben … In: architektur und wohnen, Ausgabe 1, 21. März 1984, S. 60–63
- König Meyer, 1986